# Polyplectropus nocturnus
Polyplectropus nocturnus är en nattsländeart som beskrevs av Arefina 1996. Polyplectropus nocturnus ingår i släktet Polyplectropus och familjen fångstnätnattsländor. Inga underarter finns listade i Catalogue of Life.